# 阿部宇之八

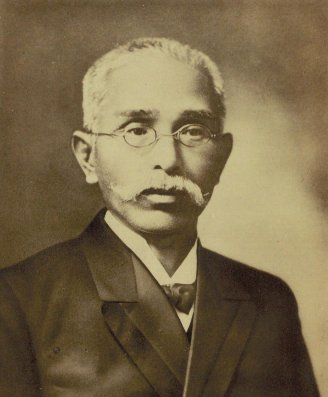
阿部宇之八

阿部 宇之八（あべ うのはち、1861年4月7日〈文久元年2月28日〉 - 1924年〈大正13年〉11月14日）は、大正期の札幌区長、ジャーナリスト。

## 経歴
阿波国板野郡木津村（現在の徳島県鳴門市）に、名主阿部猪蔵の次男（三男とも）滝本五郎の長男として生まれ、叔父阿部興人の養子となった。旧制徳島中学（現在の徳島県立城南高等学校）卒業後、1877年（明治10年）に東京に出て、三菱商業学校と慶應義塾で学んだ。1881年（明治14年）帰郷し、阿部興人の娘の恒と結婚する（いとこ婚）。
1882年（明治15年）、『大阪新報』の記者となり、のち『大阪毎朝新聞』に転じ、『大阪毎朝新聞』は『郵便報知新聞』に吸収された。1886年（明治19年）、実父五郎と養父興人が興産社農場を開拓していた北海道札幌に渡って、北海道庁属の官吏となった。翌年、『郵便報知新聞』の懸賞論文に応募した「国税・税法大改正案」が一等に選ばれたのを機に北海道庁を辞し、小樽の実業家山田吉兵衛（のちの小樽区長）の誘いを受けて、『北海新聞』（のち『北海道毎日新聞』）及び札幌印刷所の経営にあたった。1901年、『北海道毎日新聞』は『北門新報』及び『北海時事』と合併し、『北海タイムス』となったが、引き続き理事として経営にあたった。この三社の合同には、北海道における政友会の地盤確立の意図があったとされる。
1913年（大正2年）、札幌区長に選出され、1919年（大正8年）まで在職した。
その他、北水協会幹事長、監事を務めた。また区長退任後は北海道青年協会を創設し、『北海青年』を創刊した。
著名な子息に長男・阿部良夫、三男・阿部謙夫がいる。